# Kinatarkan Island
Kinatarkan Island, regional auch bekannt unter den Namen Guintacan Island, ist eine Insel der Provinz Cebu auf den Philippinen. Sie liegt etwa 25 km vor der Westküste der Insel Cebu und 12 km nordöstlich der Insel Bantayan und 10 km von Hilantagaan Island. Im Süden der Insel liegt die Tanon-Straße, ein Seegebiet im Süden der Visayas-See. Die Insel hat eine Fläche von circa 10,8 km² und wird von der Stadtgemeinde Santa Fe aus verwaltet. Die Barangays Hagdan, Kinatarkan und Langub sowie der Sitio Bitoon liegen auf der Insel. Bei der Volkszählung 2020 wurden in den drei Barangays insgesamt 8613 Einwohner registriert.
Die Insel hat eine langgestreckte elliptische Form. Der etwa 6,8 km lange und ca. 2,5 km breiten Insel sind zahlreiche Korallenriffe und Seegraswiesen vorgelagert. Die Topographie der Insel ist hügelig und an der östlichen Küstenlinie liegt eine große Lagune. Die Küste der Insel wird von zahlreichen hochaufragenden Felsenkliffe dominiert, die durch einige flache Strände unterbrochen werden. Der Pflanzenwuchs der Insel besteht aus dichter tropischer Vegetation, im Inselinneren finden sich auch große intensiv landwirtschaftlich genutzte Flächen.
Kinatarkan Island wurde am 8./9. November 2013 wurde durch den Durchzug des Super Taifuns Haiyan schwer getroffen und dadurch einer breiteren Öffentlichkeit bekannt. Hilfslieferungen und Evakuierungen von Verletzten durch die britische Royal Navy starteten am 19. November 2013.  
Eine Fährverbindung zur Insel besteht vom Hafen in Daanbantayan und Santa Fe aus.

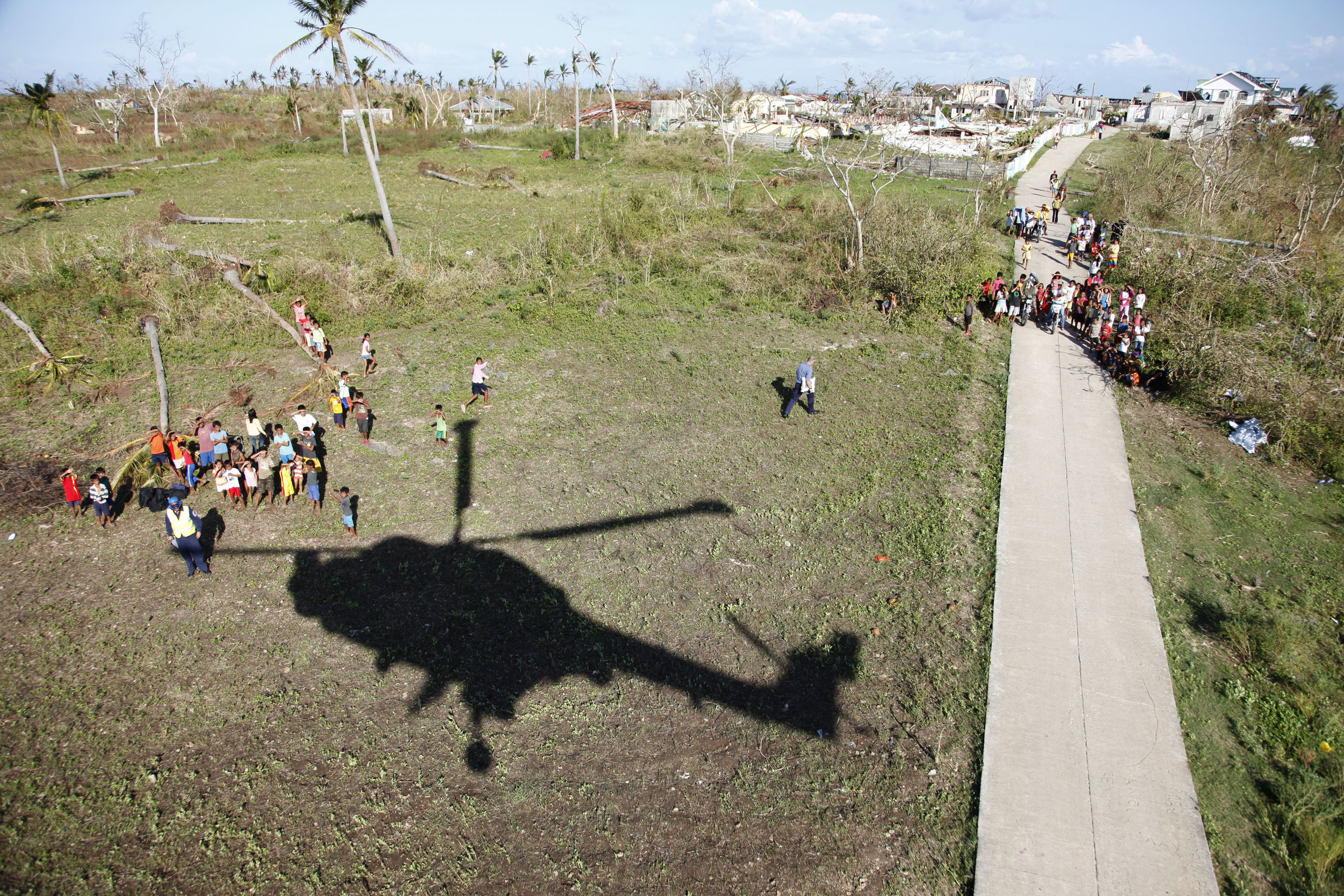
Hilfslieferungen auf Kinatarkan Island nach dem Durchzug des Super Taifuns Haiyan durch die britische Royal Navy